# AR Lacertae
AR Lac è una stella variabile della costellazione della Lucertola, situata nella parte settentrionale della costellazione, situata a 6 minuti in Ascensione retta dal confine con la costellazione del Cigno.
È una variabile a eclisse tipo EA/AR/RS, la cui magnitudine oscilla fra 6,08 e 6,77, seguendo lo schema tipo delle RS CVn, con periodo di 1,98319204 giorni. Gli inviluppi di gas presenti nel sistema possono causare distorsioni nella curva di luce. Il sistema è formato da due componenti subgiganti di spettro G2 e K0, rispettivamente di 1,23 e 1,27 masse solari e 1,52 e 2,72 raggi solari.